# Dictyna lecta
Dictyna lecta är en spindelart som beskrevs av Arthur M. Chickering 1952. Dictyna lecta ingår i släktet Dictyna och familjen kardarspindlar.
Artens utbredningsområde är Panama. Inga underarter finns listade i Catalogue of Life.